# Regionaal natuurpark van de Luberon

Het logo van het Parc naturel régional du Luberon toont een borie

Het regionaal natuurpark van de Luberon (Parc naturel régional du Luberon) is een regionaal natuurpark in 
het zuiden van Frankrijk in de departementen Vaucluse (84) en Alpes-de-Haute-Provence (04).
Dit park omvat het gehele Luberongebergte van Manosque tot Cavaillon en van het dal van de Coulon (of de Calavon) tot het dal van de Durance. Het werd in 1977 opgericht. Het omvat 71 gemeenten en beslaat een oppervlakte van 165.000 ha.

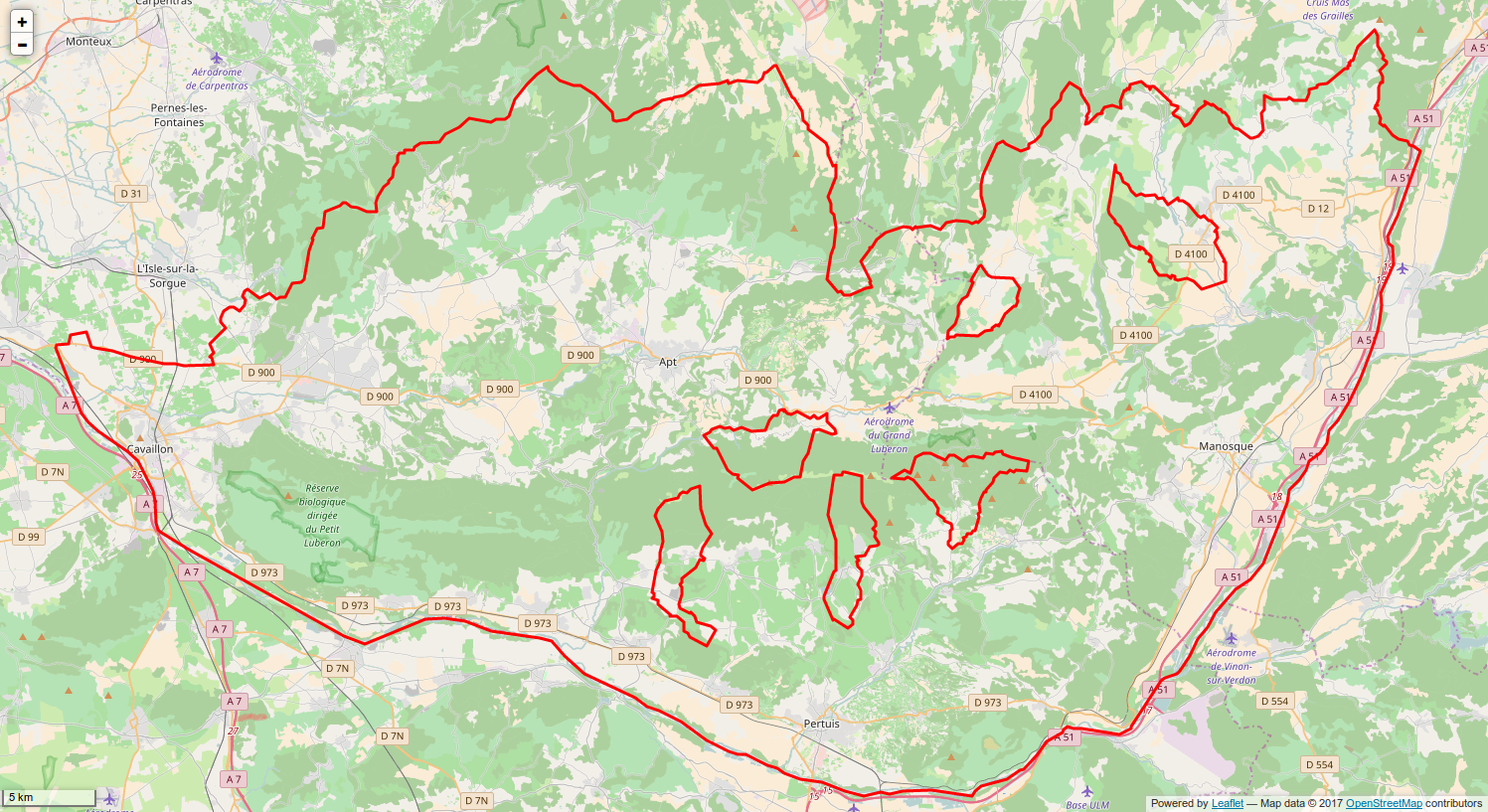
Kaart van de grenzen van het park